# Ачі-Кастелло
Ачі-Кастелло (італ. Aci Castello, сиц. Jaci Casteddu) — муніципалітет в Італії, у регіоні Сицилія,  метрополійне місто Катанія.
Ачі-Кастелло розташоване на відстані близько 540 км на південний схід від Рима, 170 км на схід від Палермо, 9 км на північний схід від Катанії.
Населення — 18 726 осіб (2014).
Щорічний фестиваль відбувається 15 січня. Покровитель — San Mauro.

## Демографія
Населення за роками:

Станом на 1 січня 2023 року в муніципалітеті офіційно проживали 554 іноземці з 55 країн, серед них 199 громадян країн Євросоюзу та 7 громадян України.

## Сусідні муніципалітети
- Ачі-Катена
- Ачиреале
- Катанія
- Сан-Грегоріо-ді-Катанія
- Вальверде